# Holeavkî, Nijîn
Holeavkî (în ucraineană Холявки) este un sat în comuna Vertiivka din raionul Nijîn, regiunea Cernihiv, Ucraina.

## Demografie
Componența lingvistică a localității Holeavkî
     Ucraineană (97,22%)
     Rusă (2,78%)
Conform recensământului din 2001, majoritatea populației localității Holeavkî era vorbitoare de ucraineană (97,22%), existând în minoritate și vorbitori de rusă (2,78%).